# Michaił Sujetin
Michaił Siergiejewicz Sujetin (ros. Михаил Сергеевич Суетин, ur. 1906 w Briańsku, zm. 1986) – radziecki działacz partyjny.

## Życiorys
Od 1925 należał do RKP(b)/WKP(b), 1927–1933 studiował w Leningradzkim Instytucie Budowy Maszyn, 1933–1938 był redaktorem rejonowej gazety w obwodzie leningradzkim, a 1938–1939 I sekretarzem Pskowskiego Rejonowego Komitetu WKP(b) w obwodzie leningradzkim. W latach 1939–1940 kierował Wydziałem Rolnym Leningradzkiego Komitetu Obwodowego WKP(b), 1940–1941 był słuchaczem Wyższej Szkoły Organizatorów Partyjnych przy KC WKP(b), 1941–1942 organizatorem odpowiedzialnym Wydziału Organizacyjno-Instruktorskim KC WKP(b), potem sekretarzem i III sekretarzem Baszkirskiego Komitetu Obwodowego WKP(b). W latach 1943–1944 był III sekretarzem Orłowskiego Komitetu Obwodowego WKP(b), 1944–1947 II sekretarzem Briańskiego Komitetu Obwodowego WKP(b), od 1947 do stycznia 1949 przewodniczącym Rady ds. Kołchozów przy Radzie Ministrów ZSRR na obwód woroneski, a od stycznia 1949 do września 1950 II sekretarzem Woroneskiego Komitetu Obwodowego WKP(b). Od 25 września 1950 do 23 stycznia 1957 był I sekretarzem Udmurckiego Komitetu Obwodowego WKP(b)/KPZR, od 14 października 1952 do 17 października 1961 członkiem Centralnej Komisji Rewizyjnej KPZR, 1956–1957 słuchaczem kursów przy KC KPZR, a od 1958 do stycznia 1963 II sekretarzem Krasnojarskiego Komitetu Obwodowego KPZR. Był odznaczony Orderem Lenina i Orderem Czerwonego Sztandaru Pracy.